# The Art of Self-Defense
The Art of Self-Defense es una película de comedia negra de 2019, escrita y dirigida por Riley Stearns. Es protagonizada por Jesse Eisenberg, Alessandro Nivola e Imogen Poots. 
Tuvo su estreno mundial en South by Southwest el 10 de marzo de 2019. Fue estrenada el 12 de julio de 2019 por Bleecker Street.

## Sinopsis
Casey, un tímido y torpe contador es brutalmente atacado en la calle por una pandilla de motociclistas. Se encuentra con un dōjō dirigido por un hombre carismático conocido como "Sensei" y, después de tomar una clase de prueba, decide aprender karate para protegerse en lugar de comprar un arma de fuego. A pesar de su debilidad física, la determinación de Casey impresiona a Sensei y lo asciende a cinturón amarillo en la siguiente ceremonia, mientras que, a Anna, la única alumna y maestra de la clase infantil del dōjō, se le niega el ascenso a cinturón negro.  
A medida que Casey aprende las extrañas costumbres del dōjō - su conjunto de reglas inquebrantables y elogios a su poderoso gran maestro, quien desarrolló una técnica de atravesar el cráneo de un oponente con su dedo índice - se vuelve más tóxicamente masculino: viendo pornografía en el trabajo, atacando a su jefe, y escuchando música agresiva a alto volumen. Aún más impresionado, Sensei lo invita a sus exclusivas clases nocturnas, donde le rompe el brazo a un estudiante y lo expulsa del dōjō por presentarse sin invitación. Anna derrota brutalmente a Thomas, el estudiante ascendido a cinturón negro por encima de ella, para demostrar su valía, pero Sensei la descalifica por su agresión a pesar de que él generalmente la aprueba.
Sensei afirma que ha localizado a uno de los hombres que atacaron a Casey y lo rastrean hasta un bar, donde presiona a Casey para que lo ataque como retribución. Más tarde se da cuenta de que el hombre era inocente y regresa a casa encontrando a su perro salchicha muerto, pateado hasta morir por una técnica que reconoce del Sensei. Casey se enfrenta a Sensei y amenaza con denunciarlo a las autoridades, pero este último le recuerda que lo grabó atacando al hombre. Intenta atacar a Sensei, pero es fácilmente derrotado. En la siguiente sesión nocturna, Sensei lleva a Casey y a varios de sus estudiantes a salir en motocicletas. Se dirigen a un hombre que resulta ser un policía encubierto que intenta atrapar al grupo; Anna recibe un disparo en la pierna, y Casey mata al policía por orden de Sensei. Sensei le otorga a Casey una franja roja en su cinturón para indicar que ha matado a un hombre. Anna, que también tiene una franja roja, le confiesa a Casey que obtuvo la suya después de matar a un cinturón negro que intentó agredirla sexualmente. Ella lo insta a dejar el dōjō.
Casey regresa a casa y encuentra a un pastor alemán agresivo que le regaló Sensei, que lo atacará a menos que pueda controlarlo. Llevado al límite, irrumpe en el dōjō por la noche y encuentra videocintas que documentan cada ataque que ordenaba Sensei. Él observa su propio ataque, en el que se le ordena a Thomas que lo mate, pero Anna lo detiene. También descubre que Sensei gana dinero extorsionando a antiguos alumnos. A la mañana siguiente, Sensei llega al dōjō y encuentra al estudiante expulsado muerto, colgando de su propio cinturón, y quema el cuerpo en un crematorio en la oficina de atrás. Casey se acerca a Sensei y lo desafía a luchar a muerte, pero saca una pistola cuando comienza la pelea y le dispara a Sensei en la cabeza. 
Cuando llegan los estudiantes, Casey muestra el cuerpo de Sensei y afirma que lo mató con la técnica del gran maestro, convirtiéndolo en el nuevo Sensei. En su lugar, elige darle su puesto a Anna y, después de ver la marca de mordedura de su perro salchicha en el brazo de Thomas, hace que su pastor alemán lo mate, que ahora lo obedece. Anna proclama que el dōjō se centrará en enseñanzas más compasivas y defensivas, y Casey se convierte en el nuevo maestro de la clase para niños.

## Reparto
- Jesse Eisenberg como Casey Davies.
- Imogen Poots como Anna.
- Alessandro Nivola como Sensei.
- David Zellner

## Producción
En mayo de 2016, se anunció que Mary Elizabeth Winstead se había unido al elenco de la película, con Riley Stearns dirigiendo desde un guion que escribió. En septiembre de 2017, se anunció que Jesse Eisenberg, Imogen Poots y Alessandro Nivola se unieron al elenco de la película, con Andrew Kortschak, Cody Ryder, Stephanie Whonsetler y Walter Kortschak como productores de la película, mientras que Bleecker Street distribuye la película.
El rodaje comenzó el 11 de septiembre de 2017, en Kentucky.

## Estreno
Tuvo su estreno mundial en South by Southwest el 10 de marzo de 2019. Fue estrenada el 12 de julio de 2019.